# Vår tid är nu

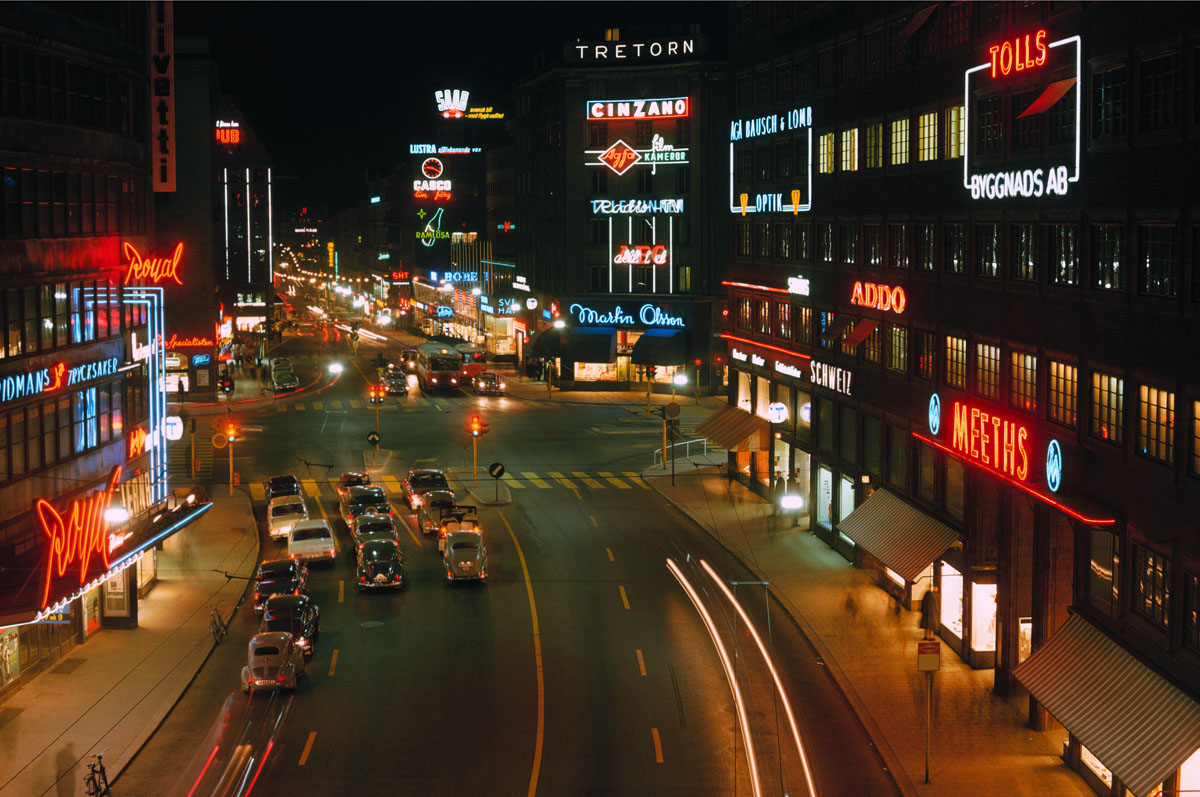
"Kulissen" för slutscenen i avsnitt 20. Kungsgatan i Stockholm, vy från Malmskillnadsbron västerut, 1964.

Vår tid är nu är en svensk dramaserie i 32 avsnitt uppdelad i fyra säsonger. Serien hade premiär i SVT 2 oktober 2017. Produktionen är en av SVT:s största dramasatsningar genom tiderna och spänner över flera decennier, med avstamp vid krigsslutet 1945. I huvudrollerna syns Hedda Stiernstedt, Charlie Gustafsson, Mattias Nordkvist, Adam Lundgren, Suzanne Reuter och Josefin Neldén. Huvudförfattare är Ulf Kvensler efter en idé av Johan Rosenlind och skapad och skriven av Ulf Kvensler, Malin Nevander och Johan Rosenlind. Huvudregissör är Harald Hamrell (säsong 1–3) och Måns Herngren (säsong 4). Programmet vann Kristallen 2018 för årets TV-drama och Hedda Stiernstedt för årets kvinnliga skådespelerska i en tv-produktion i serien. Inspelningsplats för serien har till stora delar  varit Göteborg och Kungsbacka.

## Handling
Den borgerliga familjen Löwander – syskonen Gustaf, Peter och Nina samt mamma Helga – driver en av Stockholms populäraste restauranger, Djurgårdskällaren, när andra världskriget tar slut. Äldste sonen Gustaf har tagit krogen genom de tuffa krigsåren och vill driva verksamheten som den alltid sett ut, medan systern Nina förälskar sig i kökspojken Calle med arbetarklassbakgrund och välkomnar den nya tidsandan. Mellansonen Peter återvänder till huvudstaden från ett flyktingläger där han har jobbat under krigsåren och inser snart att familjeföretaget har problem. Samtidigt har mamma Helga genom kökschefen Stig "Stickan" Backe fortfarande örnkoll på verksamheten. I matsalen huserar familjen Löwanders trotjänare, hovmästare "Bellan" Roos.

## Om serien
Huvudförfattare för serien är Ulf Kvensler och huvudregissör Harald Hamrell. Serien, vars två första säsonger spelades in samtidigt, är en samproduktion mellan SVT, Viaplay och Film i Väst. Inspelningarna inleddes i maj 2016 och har mestadels skett i Göteborg. Serien har delvis spelats in på Nääs slott i Lerums kommun och på Gåsevadholms slott i Kungsbacka kommun.

## Rollista (i urval)[9]
Huvudrollerna
- Hedda Stiernstedt – Nina Löwander (säsong 1–4)
- Charlie Gustafsson – Calle Svensson (säsong 1–4)
- Mattias Nordkvist – Gustaf Löwander (säsong 1–3)
- Adam Lundgren – Peter Löwander (säsong 1–4)
- Suzanne Reuter – Helga Löwander (säsong 1–2 & 4)
- Josefin Neldén – Margareta "Maggan" Nilsson (säsong 1–4)
- Julia Heveus – Christina Rehnskiöld, dotter till Nina (säsong 3)
- Oskar Laring – Uno Nilsson, son till Maggan (säsong 3)
- Peter Dalle – Stig "Stickan" Backe (säsong 1–2 & 4)

Dessutom medverkar bl.a.
- Caroline Söderström - Astrid Löwander (säsong 1-3)
- Hedda Rehnberg – Suzanne Goldstein (säsong 1–2)
- Hannes Meidal – Philippe Goldstein (säsong 1)
- Karin Franz Körlof – Lilly Lindström (säsong 1 & 3)
- Anna Bjelkerud – Ethel Jonsson (säsong 1–4)
- Göran Ragnerstam – Curt Ragnarsson (säsong 1–2)
- Rasmus Troedsson – "Bellan" Roos (säsong 1–4)
- Erik Ståhlberg - Direktör Lundborg (säsong 1)
- Malin Persson – Sonja Persson (säsong 1–2)
- Viktoria Folkesson - Lotten Svensson, Calles mamma (säsong 1)
- Ida Engvoll – Ester Swärd (säsong 1–3)
- Timo Nieminen – Anders (säsong 1)
- Hannes Fohlin – Erik Rehnsköld (säsong 1–2)
- Philip Kuub Olsen – Arvid Löwander (säsong 3)
- Björn Granath – August Drugge, "Generalen" (säsong 1)
- Marika Lindström – Blanceflor Drugge "Generalskan" (säsong 1)
- Lars Väringer – Waern, bankdirektör (säsong 1)
- Jill Ung – Fru Andersson (säsong 1–2)
- Linda Molin – Agnes (säsong 1)
- Michael Petersson – Tage Erlander (säsong 1–2)
- Ingela Olsson – Bojan (säsong 2)
- Simone Coppo – Angelo Rigano (säsong 2–3)
- Sofie Gråbøl – Henriette Winter (säsong 2)
- Tova Magnusson – Britt Gahn (säsong 2–3)
- Andreas Rothlin Svensson – Svante Gahn (säsong 2–3)
- Morten Vang Simonsen – John Hansen (säsong 3)
- Evin Ahmad – Carmen (säsong 3)
- Johan Marenius Nordahl – Nisse (säsong 3)
- Antonio Tengroth – Mark (säsong 3)
- Agnes Lindström Bolmgren – Lena (säsong 3)
- Peter Viitanen – Leffe viking (säsong 3)
- Lina Sundén – Kerstin (säsong 4)
- Lyvån Lidén – Christina Löwander (säsong 4)
- Amanda Jansson - Gunilla (säsong 3)
- Baxter Renman - Uno Nilsson som barn (säsong 4)
- Tage Sallander - Björn som barn (säsong 4)
- Saga Samuelsson - Eivor (säsong 4)
- Mattias Fransson - Hilding Rundström (säsong 4)
- Sven-Åke Gustavsson – Odd (säsong 4)
- Jacob Nordenson – Fogelberg (säsong 4)
- Tomas Norström – Bengtsson (säsong 4)
- Johan Wahlström – Ceder (säsong 4)
- Ika Nord – Psykiatriker (säsong 4)

## Säsonger
Säsong ett till tre utspelar sig i kronologisk följd, från 1945 fram till 1970-talet. Säsong fyra utspelar sig däremot 1951, precis efter slutet av säsong 1.
| Säsong | Säsong   | Avsnitt | Säsongsstart     | Säsongsavslutning |
| ------ | -------- | ------- | ---------------- | ----------------- |
|        | Säsong 1 | 10      | 2 oktober 2017   | 4 december 2017   |
|        | Säsong 2 | 10      | 1 oktober 2018   | 3 december 2018   |
|        | Säsong 3 | 8       | 28 oktober 2019  | 16 december 2019  |
|        | Säsong 4 | 4       | 25 december 2020 | 25 december 2020  |

## Inspelningsplatser
- Göteborg
- Kungsbacka
- Stockholm